# Digipippi
Digipippi var en forening, der arbejdede for at få flere unge piger til at arbejde inden for IT-sektoren. Foreningen blev i 2015 stiftet af Eva Fog, der var formand for organisationen indtil 2022. Foreningen arrangerede hovedsageligt en række workshops for piger og deres mødre samt workshops i samarbejde med folkeskoler. Foreningen blev nedlagt i 2023.
Foreningen blev i 2018 fremhævet som et "Best Practice" eksempel af EU's ligestillingsinstitut og indgår i Teknologipagtens katalog over projekter, der fremmer kvinders deltagelse i IT-sektoren.
I 2019 har foreningen udnævnt en række ambassadører, blandt andet Anja Monrad, der er senior Vice President i Dell Central- og Østeuropa, Camilla Ley Valentin der er stifter af Queue-IT og Sahra-Josephine Hjorth, der er medstifter af CanopyLAB. 